# Kărdžali
Kărdžali (in bulgaro Кърджали?) è il comune bulgaro capoluogo del distretto di Kărdžali e conta 119 780 abitanti (dati 2009). La sede comunale è nella località omonima.
Nei pressi del villaggio di Ilinica si trova la grotta di Utroba, scavata dall'uomo, antico santuario dedicato al culto della fertilità.

## Località
Il comune è formato dall'insieme delle seguenti località:
- Kurdjali (Sede comunale)
- Ajrovo
- Bagra
- Baštino
- Beli plast
- Blenika
- Bojno
- Boljarci
- Božak
- Broš
- Bjala poljana
- Bjalka
- Carevec
- Čeganci
- Čerešica
- Černa skala
- Černjovci
- Čiflik
- Čilik
- Dăngovo
- Dăždino
- Dăždovnica
- Dobrinovo
- Dolište
- Dolna krepost
- Enčec
- Găskovo
- Glavatarci
- Gluhar
- Gnjazdovo
- Goljama bara
- Gorna krepost
- Hodžovci
- Ilinica
- Ivanci
- Jarebica
- Jastreb
- Kalinka
- Kalojanci
- Kamenarci
- Kjosevo
- Kobiljane
- Kokiče
- Kokošane
- Konevo
- Kostino
- Krajno selo
- Krin
- Kruševska
- Kruška
- Lăvovo
- Lisicite
- Ljuljakovo
- Mădrec
- Majstorovo
- Makedonci
- Martino
- Miladinovo
- Most
- Murgovo
- Nenkovo
- Nevestino
- Ohljuvec
- Opălčensko
- Orešnica
- Ostrovica
- Pădarci
- Pančevo
- Penjovo
- Pepelište
- Perperek
- Petlino
- Povet
- Prilepci
- Propast
- Rani list
- Rezbarci
- Ridovo
- Rudina
- Svatbare
- Sedlovina
- Sestrinsko
- Sevdalina
- Sipej
- Široko pole
- Skalište
- Skalna glava
- Skărbino
- Snežinka
- Sokolsko
- Sokoljane
- Solište
- Sredinka
- Staro mjasto
- Strahil vojvoda
- Straževci
- Stremci
- Stremovo
- Tatkovo
- Topolčane
- Tri mogili
- Vărbenci
- Velešani
- Višegrad
- Visoka
- Visoka poljana
- Volovarci
- Zajčino
- Zelenikovo
- Zimzelen
- Žinzifovo
- Žitarnik
- Zornica
- Zvănče
- Zvănika
- Zvezdelina
- Zvezden
- Zvinica